# Dolyna
Dolyna (in ucraino Долина?; in polacco Dolina) è una città ucraina (20 417 abitanti) nel distretto di Kaluš, nell'oblast' di Ivano-Frankivs'k. Ospita l'amministrazione della comunità territoriale di Dolyna, una delle comunità territoriali dell'Ucraina
Fino al 18 luglio 2020 Dolyna è stato il centro amministrativo del distretto di Dolyna, abolito come parte della riforma amministrativa dell'Ucraina, che ha ridotto a sei il numero dei distretti dell'oblast' di Ivano-Frankivs'k.  L'area del distretto di Dolyna è stata fusa nel distretto di Kaluš.

## Storia
La cronistoria della città risale al X secolo, rendendola una delle più antiche della regione. Dal XIV secolo il centro divenne rinomato per la sua miniera di sale; nel 1349 venne annesso alla Polonia. Nel 1525, con il Diritto di Magdeburgo, Dolyna raggiunse lo statuto di città e un diritto di commerciare sale simile a quello del vicino abitato di Kolomyja. Nel 1772 passò in mano agli Austriaci.
Durante la seconda metà del XIX secolo, sempre sotto la dominazione asburgica, venne fatta passare per la città una linea ferroviaria collegante Stryj con Stanislavyv.
Dopo il collasso dell'Impero austro-ungarico gli stati polacchi e ucraini ora riformati lottarono per il controllo su Dolyna in una guerra fratricida, vinta dai Polacchi. Nel periodo infrabellico, la cittadina, con una popolazione di quasi 10 000 abitanti, apparteneva al Voivodato di Stanisławów ed era capitale della contea di Dolyna. I villaggi vicini erano abitati da immigrati tedeschi giunti al tempo di Giuseppe II.
Durante la seconda guerra mondiale, la città venne occupata dai sovietici e dai tedeschi, e incorporata nella Repubblica socialista sovietica ucraina. Durante gli anni cinquanta, nella regione vennero trovati dei giacimenti petroliferi, che dal 1958 produssero il 65% del petrolio estratto nella RSS Ucraina. Dal 1991 Dolyna è situata nell'Ucraina indipendente.

## Sport
La città ha una squadra di calcio, il Naftovyk.